# 林田直樹 (俳優)
林田 直樹（はやしだ なおき、1977年8月25日 - ）は、日本の俳優。長崎県出身。倉田プロモーション を経て、現在はアンカット所属。

## 出演

### テレビドラマ

#### NHK
- 精霊流し〜あなたを忘れない〜（2002年）
- 大河ドラマ 青天を衝け（2021年） - 松平頼縄 役

#### 日本テレビ
- 同窓会（1993年）
- 弁護士・高林鮎子30（2002年） - 皆川亮介 役
- 14ヶ月〜妻が子供に還っていく〜 第8話「2人だけの逃亡…最後の誕生日」（2003年）
- 世にも奇妙な物語 '05 秋の特別編（2005年）
- デカ007（2010年）
- BAD BOYS J 第1・3・4話（2013年）

#### TBS
- ウルトラマンティガ 第17話「赤と青の戦い」（1997年） - チンピラ 役
- 愛するために愛されたい（2003年）
- 日曜劇場 新参者（2010年）
- ATARU 第7話「さらば男達の絆!! 殺人刑事」（2012年）

#### フジテレビ
- ひとつ屋根の下2（1997年）
- 天使のお仕事 第8話「大乱闘ボランティア活動!」（1999年）
- 恋ノチカラ（2002年）
- いつもふたりで（2003年）
- 刑事・鳴沢了（2010年）
- 夏の恋は虹色に輝く（2010年）
- ラッキーセブン 第1話「新米探偵、女ボスからの初ミッション!」（2012年）
- ミステリと言う勿れ 第11話 (2022年3月21日)

#### テレビ朝日
- はみだし刑事情熱系 PART3 第19話「2月17日の恐怖! 命を賭けた殺人ゲーム」（1999年）
- YASHA-夜叉- 第10話「打ち砕かれた家族の悲劇」（2000年）
- 七人の秘書 第1話（2020年10月22日） - 財務省官僚 役

#### テレビ東京
- D&D〜医者と刑事の捜査線〜 第6話（2024年11月22日） - チンピラ 役

#### BSジャパン
- この世で俺/僕だけ（2013年）

#### WOWOW
- CHiLDREN チルドレン（2006年）

### 配信ドラマ
- ケイト（2021年、Netflix、セドリック・ニコラス＝トロイアン監督） - ヤクザ 役
- 全裸監督2 第2話 - 第8話（2021年、Netflix、武正晴・後藤孝太郎監督） - 古谷組・野間 役（レギュラー）

### 映画
- 狂い武蔵 他流派門下役/下村勇二監督（2020年）
- HYDRA 上妻陽一役/園村健介　(2019年)
- 魂を握りつぶした男 キヨミ役/前田万吉監督(2011年）
- 修羅がゆく（1995年）
- 黒の天使 Vol．1（1998年） - ボディーガード役
- 黒の天使 Vol．2（1999年） - 加藤健太　役
- 零 ZERO（2004年） - 島田太陽 役
- ギャルバサラ -戦国時代は圏外です-（2011年）
- 莫逆家族（2012年）
- 劇場版 ATARU THE FIRST LOVE & THE LAST KILL（2013年） - 熊本県警　役
- バトル・オブ・ヒロミくん! The High School SAMURAI BOY（2013年） - 連雀 役
- MONSTERZ モンスターズ（2014年） - 格闘家　役
- 機動警察パトレイバー (2014年)
- 広治へ ※短編映画

### Vシネマ
- 実録・名古屋やくざ戦争 統一への道（2003年）
- 真田くノ一忍法伝　かすみ　因習の村を斬れ!!（2009年）

### 舞台
- 秋の蛍
- 映像都市・チネチッタ
- 煙突掃除と虹色の煙
- 悲しき天使
- カノン
- 蒲田行進曲
- 暗闇のレクイエム
- 心は孤独なアトム
- 逃亡ヒーロー
- ドラゴン放浪記 ※主演
- 紐育に原爆を落とす日
- 半神（1999年）
- 星屑列車に二人で‥
- マクベス
- 路地裏のやさしい猫

### CM
- 味の素
- 資生堂・メンズ肌水
- セガ・セガサターン サッカー編

### PV
- T.M.Revolution・「vestige -ヴェスティージ-」（2005年）
- 坂詰美紗子・「恋の誕生日」（2008年）

### その他
- セガ・龍が如く4、5（モーションキャプチャ）※主演